# Maasverbetering
De Maasverbetering of Maaskanalisatie is een rivierverbeteringsproject dat van circa 1870 tot 1942 in fasen werd uitgevoerd in het Nederlandse stroomgebied van de Maas. Hierbij werd de rivier uitgediept, werden enkele Maaseilanden afgegraven en werd een groot aantal bochten van de voordien sterk meanderende rivier afgesneden. De Maas werd hierdoor veel beter geschikt voor de scheepvaart. Het project voorzag tevens in een snellere waterafvoer, waardoor de kans op overstromingen verminderde. Als gevolg daarvan kon in 1942 de Beerse Overlaat worden gesloten.

## Voorgeschiedenis

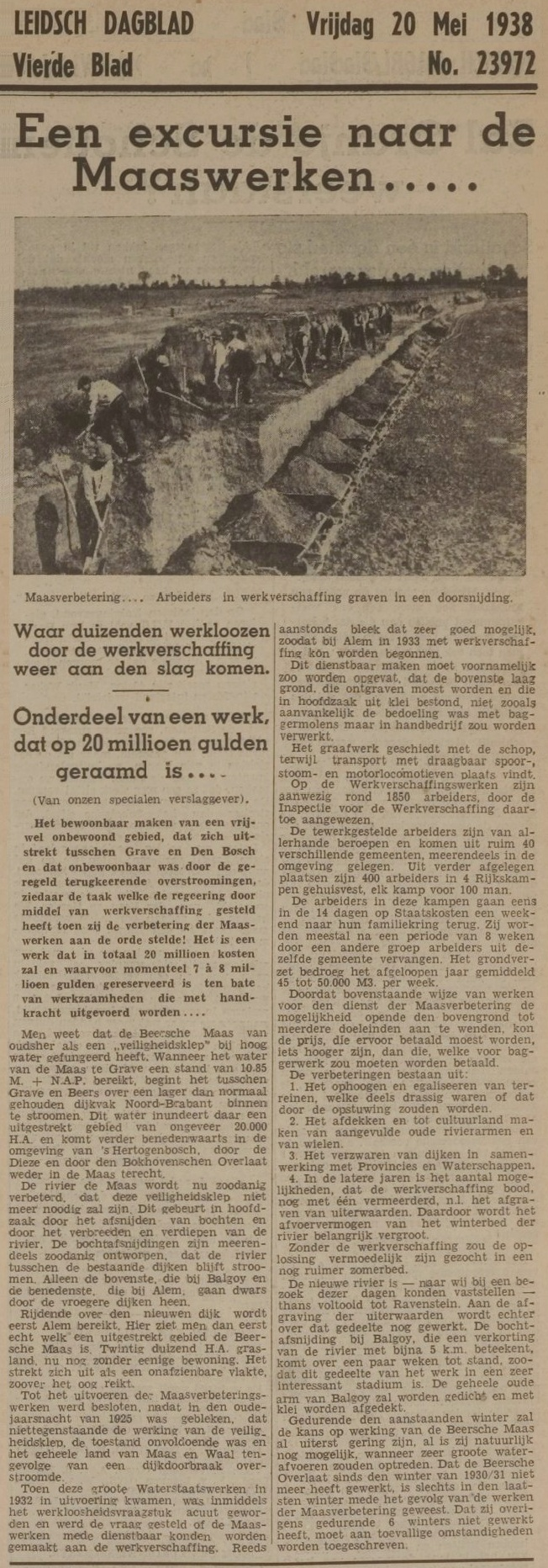
Artikel uit het Leidsch Dagblad van 20 mei 1938 over de verbeteringen aan de Beersche Maas en de inzet van 1850 werklozen daarbij, die deels in 'Rijkskampen' waren gehuisvest. Aanklikken voor een leesbaar artikel.

Zoals elke rivier heeft de Maas gedurende de geschiedenis haar loop meermaals verlegd; voorheen door natuurlijke oorzaken, vanaf de hoge middeleeuwen in toenemende mate door menselijk ingrijpen.
Eind negentiende eeuw ontstond de behoefte om de zo goed als onbevaarbare Maas weer geschikt te maken voor de scheepvaart, onder andere met het oog op het kolentransport vanaf de toekomstige Limburgse kolenmijnen. De rivier had in de loop van de negentiende eeuw haar betekenis voor de scheepvaart verloren, onder andere door de aanleg van de Zuid-Willemsvaart (1826), het Kempens Kanaal (1846) en het Kanaal Luik-Maastricht (1850). Een eerste poging om de Maas weer op te waarderen als scheepvaartroute vond plaats omstreeks 1870 en omvatte het uitdiepen van de Benedenmaas ten noorden van Venlo, alsmede het normaliseren van de rivier bij Smeermaas en Borgharen. Dit bleek bij lange na niet voldoende om de Maasscheepvaart weer op gang te brengen.

## Verbetering bij Maastricht

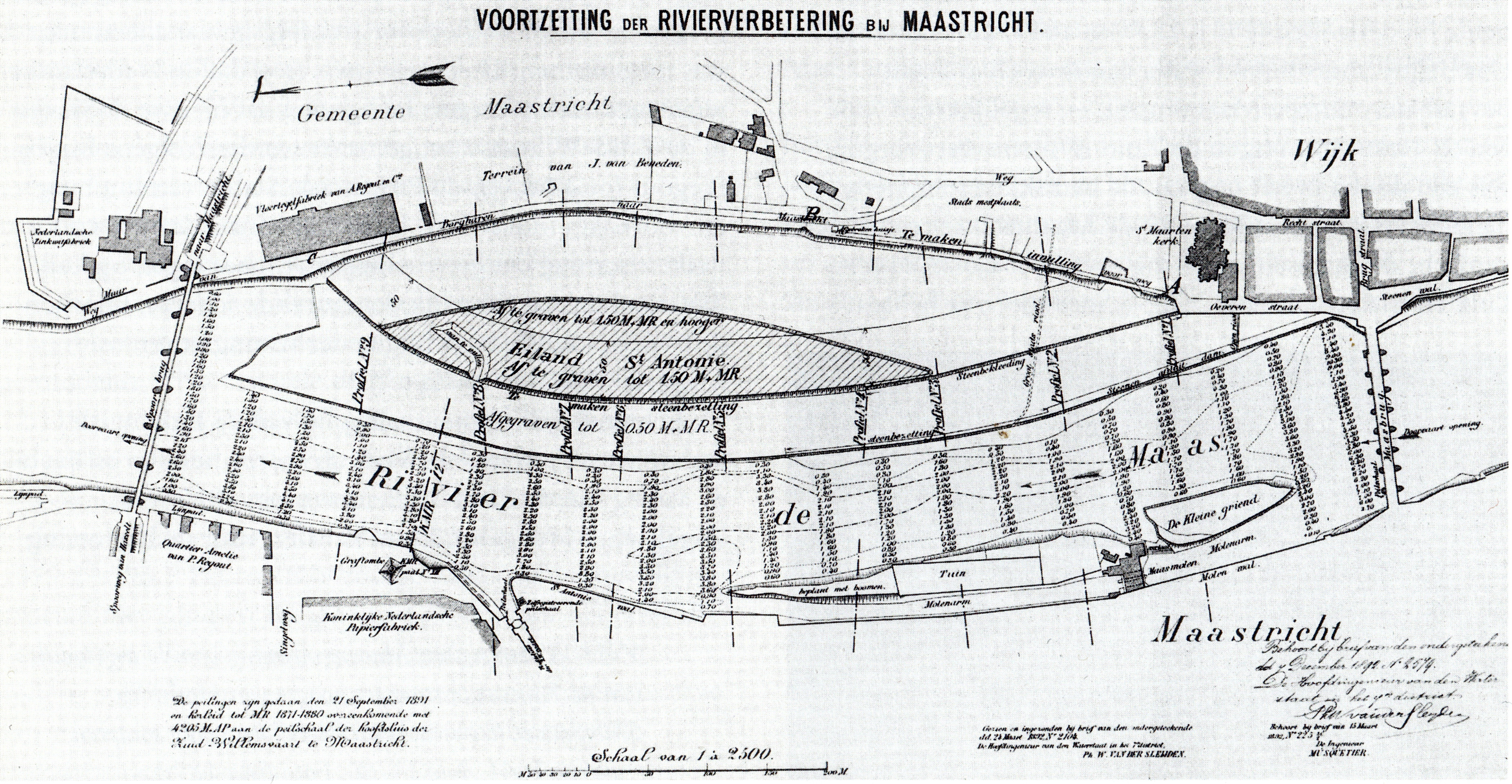
Bestek "rivierverbetering bij Maastricht" (Rijkswaterstaat, 1892). Het afgraven van het Sint-Antoniuseiland was toen al enige tijd bezig.

In 1880 vond in Maastricht een grote overstroming plaats. Als oorzaak werd gezien de te geringe doorstroming van de rivier, deels veroorzaakt door het slopen van de vestingwerken, deels door de beperkte doorlaatcapaciteit van de Sint Servaasbrug. Om de doorstroming te bevorderen en tegelijkertijd de bevaarbaarheid van de Maas te verbeteren, werd het noodzakelijk geacht om de Maaseilanden in Maastricht af te graven en de middeleeuwse brug te vervangen door een moderne met grotere doorlaatopeningen. Die laatste maatregel werd na discussie uitgesteld en ten slotte teruggedraaid. Door de Maas plaatselijk uit te diepen bleef het waterpeil onder de brug ook 's zomers voldoende. In 1884 werd besloten het Sint-Antoniuseiland als eerste af te graven, een project dat pas in 1895 was voltooid. Vervolgens werden ook het Maasmoleneiland, de Kleine Griend en het Sint-Pieterseiland afgegraven. De met de Belgen afgesproken kanaliseringswerkzaamheden tussen Wezet (Visé) en Maastricht werden pas na de Eerste Wereldoorlog afgerond. De kanalisatie van de Maas stroomafwaarts van Maastricht moest toen nog goeddeels beginnen.

## De Bergsche Maas
In 1904 werd de Maas bij het Gelderse Well (Heleind) afgedamd. Tot die tijd stroomde de rivier bij Well in noordwestelijke richting naar Woudrichem, waar ze in de Waal uitkwam. Als nieuwe, kunstmatige Maasbedding werd de Bergsche Maas gegraven, die bij Geertruidenberg op de Amer uitkwam. Het afgedamde traject van Well tot Woudrichem werd voortaan de Afgedamde Maas genoemd. Om scheepvaartverkeer met de Waal mogelijk te maken werd het Heusdensch Kanaal gegraven. Bij Andel werd in de Afgedamde Maas een dam met schutsluis aangelegd. Ook dit ingrijpende project verbeterde de bevaarbaarheid van de Maas onvoldoende.

## De Maaswerken in de jaren 20 en 30
Op 12 juni 1915 werd een wet aangenomen die voorzag in werken om de scheepvaart op de Maas te bevorderen. De werken zouden de kanalisatie van de rivier van Maasbracht tot Grave omvatten. Bovendien zouden het Kanaal Wessem-Nederweert en het Maas-Waalkanaal worden aangelegd. Deze kanalen werden geopend in 1929 respectievelijk 1927.
Stroomopwaarts van Maasbracht was de Maas een grensrivier met België, en de samenwerking met de Belgen verliep stroef.  Aan Nederlandse zijde werd het technisch overleg getrokken door ir. du Croix. Ondanks dit stroeve verloop werd Du Croix wel benoemd tot Commandeur in de Orde van Leopold  II. Vanwege de houding van België werd in 1919 besloten om aan Nederlandse zijde het Julianakanaal aan te leggen en tevens een aantal stuwen te bouwen, namelijk te Borgharen, Belfeld, Sambeek, Grave en Lithoijen. Deze werken werden bekroond met het openen van het Julianakanaal in 1935.
Hierop werd begonnen met het afsnijden van de vele bochten. Dit was zeer ingrijpend voor de diverse dorpen die aan de Maas lagen. De bedding van de rivier kwam ineens aan de andere kant van het dorp te liggen. Een dorp als Alem bijvoorbeeld kwam op een schiereiland te liggen en wisselde in 1958 zelfs van provincie: het werd door Noord-Brabant als onderdeel van de Gelders-Brabantse grenscorrecties van 1958 aan Gelderland afgestaan, omdat Noord-Brabant aan de overzijde van de nieuw gegraven bedding was gelegen.
In 1942 was het werk zover voltooid dat de Beerse Overlaat, die tot dan toe voorzag in periodieke overstroming van een deel van het Maasland bij hoge waterafvoer, kon worden opgeheven.

## Stuwen
Stroomafwaarts gezien gaat het om de stuwen:
- Stuw- en sluiscomplex Borgharen
- Stuw- en sluiscomplex Linne
- Stuw- en sluiscomplex Roermond
- Stuw- en sluizencomplex Belfeld
- Stuw- en sluizencomplex Sambeek/Afferden
- Stuw- en sluizencomplex Grave
- Prinses Máxima Sluizen